# Liste der Monuments historiques in Dommartin-sous-Hans
Die Liste der Monuments historiques in Dommartin-sous-Hans führt die Monuments historiques in der französischen Gemeinde Dommartin-sous-Hans auf.

## Liste der Immobilien
| Bezeichnung      | Beschreibung                                           | Standort          | Kennzeichnung | Schutzstatus | Datum | Bild           |
| ---------------- | ------------------------------------------------------ | ----------------- | ------------- | ------------ | ----- | -------------- |
| Kirche St-Martin | ab dem 11. Jahrhundert; Polygonalchor, 13. Jahrhundert | Grande-Rue (Lage) | PA00078692    | Inscrit      | 1959  | weitere Bilder |

## Liste der Objekte
| Bezeichnung | Beschreibung                          | Standort                       | Kennzeichnung | Schutzstatus | Datum | Bild |
| ----------- | ------------------------------------- | ------------------------------ | ------------- | ------------ | ----- | ---- |
| Kruzifix    | Holz, farbig gefasst, 16. Jahrhundert | in der Kirche St-Martin (Lage) | PM51002273    | Inscrit      | 1975  |      |
| Beichtstuhl | Holz, 18. Jahrhundert                 | in der Kirche St-Martin (Lage) | PM51002272    | Inscrit      | 1975  |      |